# Ligue vénézuélienne de baseball professionnel
La Ligue vénézuélienne de baseball professionnel (Liga Venezolana de Béisbol Profesional en espagnol) est la ligue professionnelle de baseball de haut niveau du Venezuela. Elle est composée de huit équipes. La compétition a lieu du début d'octobre jusqu’à fin janvier de l'année suivante.  
À la fin de la saison, l'équipe championne représente le Venezuela dans la Serie Del Caraibe. Elle y affronte les champions de Cuba, du Mexique, de Puerto Rico et de la République Dominicaine. 

## Déroulement

### Saison régulière
La saison régulière contient au total 252 matchs, c'est-à-dire 63 matchs pour chacune des huit équipes. Les matchs se jouent de la manière suivante : 9 matchs contre chaque équipe, 5 matchs à domicile et 4 comme visiteurs.
À la fin de la saison régulière, les six équipes qui ont le meilleur ratio de matchs gagnés et perdus se qualifient pour les séries d'après-saison.

### Premier tour de séries éliminatoires
Cette phase se dispute sous la forme de séries éliminatoires au meilleur des sept matchs. Les rencontres sont les suivantes : 
- le premier qualifié affronte le sixième qualifié ;
- le second qualifié affronte le cinquième qualifié ;
- le troisième qualifié affronte le quatrième qualifié.

Les trois premiers de la phase régulière ont l'« avantage du terrain » : en cas d'égalité au terme des six premiers matchs, la manche décisive se dispute sur leur terrain. L'ordre des rencontres est lesuivant : les deux premières chez l'équipe la mieux classée, les deux suivantes chez son adversaire. Les rencontres suivantes, si nécessaire, se disputent de manière alternée : cinquième chez la mieux classée, la suivante chez son adversaire.
Trois équipes sont ainsi qualifiées pour la phase suivante. Une quatrième équipe estualifiée au terme d'un match dit de « repêchage ». Les deux équipes perdantes lors de ces séries et qui ont obtenu le meilleur classement au terme de la saison régulière se disputent cette place.

### Séries demi-finales
Les demi-finales se disputent sous la forme de séries éliminatoires au meilleur des sept matchs. L'équipe la mieux classée lors de la saison régulière parmi les trois équipes vainqueures des séries lors de la phase précédente rencontre l'équipe uia remporté le match de « repêchage ». La deuxième demi-finale oppose les deux autres équipes.
La dtétermination de l'équipe bénéficiant de l'« avantage du terrain » se fait également par le classement des équipes lors de la saison régulière.

### Série finale
Comme lors des deux phases précédentes, la finale se joue au meilleur des sept matchs.
De nouveau, c'est le classement lors de la saison régulière ui détermine l'équipe qui a l'« avantage du terrain ». Toutefois, Dans le cas où l'une des deux équipes finalistes est l'équipe qui s'est qualifiée par l'intermédiaire du match de « repêchage », c'est alors son adversaire qui bénéficie de l'avantage, quel que soit leur classement respectif lors de la première phase.

## Histoire
La ligue est fondée le 27 décembre 1945. Le premier championnat professionnel se déroule à partir du 12 janvier 1946, et voit s’affronter quatre équipes.
En 1964, leur nombre passe à six avec l’entrée des Cardenales de Lara et des Tigres de Aragua. En 1969, les Águilas del Zulia remplacent les Llaneros de Portuguesa, franchise qui avaient succédé à une des quatre franchise initiales, Patriotas de Venezuela. Depuis 1991, la ligue compte huit équipes suite à l’arrivée des Caribes de Oriente (devenue ensuite Caribes de Anzoátegui) et des Petroleros de Cabimas.

## Les clubs
| Équipe                    | Ville et entité fédérale   | Stade                             | Fondation        | Nombre de titres de la Ligue | Nombre de titres de la Série des Caraïbes |
| ------------------------- | -------------------------- | --------------------------------- | ---------------- | ---------------------------- | ----------------------------------------- |
| Águilas del Zulia         | Maracaibo, Zulia           | Estadio Luis Aparicio             | 18 novembre 1968 | 6                            | 2                                         |
| Bravos de Margarita       | Porlamar, Nueva Esparta    | Stadium Nueva Esparta             | 12 juillet 2007  | 0                            | 0                                         |
| Cardenales de Lara        | Barquisimeto, Lara         | Estadio Antonio Herrera Gutiérrez | 5 novembre 1942  | 6                            | 0                                         |
| Caribes de Anzoátegui     | Puerto La Cruz, Anzoátegui | Estadio Alfonso Carrasquel        | 15 juillet 1987  | 4                            | 0                                         |
| Leones del Caracas        | Caracas, District Capitale | Estadio Universitario de Caracas  | 7 mai 1942       | 20                           | 2                                         |
| Navegantes del Magallanes | Valencia, Carabobo         | Estadio José Bernardo Pérez       | 26 octobre 1982  | 12                           | 2                                         |
| Tiburones de La Guaira    | La Guaira, La Guaira       | Estadio Universitario de Caracas  | 31 octobre 1962  | 7                            | 0                                         |
| Tigres de Aragua          | Maracay, Aragua            | Estadio José Pérez Colmenares     | 15 octobre 1965  | 10                           | 1                                         |

### Palmarès
| Saison  | Champion                  |
| ------- | ------------------------- |
| 1946    | Equipo Vargas             |
| 1946-47 | Equipo Vargas             |
| 1947-48 | Cervecería Caracas        |
| 1948-49 | Cervecería Caracas        |
| 1949-50 | Navegantes del Magallanes |
| 1950-51 | Navegantes del Magallanes |
| 1951-52 | Cervecería Caracas        |
| 1952-53 | Leones del Caracas        |
| 1953-54 | Pastora de Occidente      |
| 1954-55 | Navegantes del Magallanes |
| 1955-56 | Valencia Industriales     |
| 1956-57 | Leones del Caracas        |
| 1957-58 | Valencia Industriales     |
| 1958-59 | Valencia Industriales     |
| 1959-60 | pas de titre              |
| 1960-61 | Valencia Industriales     |
| 1961-62 | Leones del Caracas        |
| 1962-63 | Valencia Industriales     |
| 1963-64 | Leones del Caracas        |
| 1964-65 | Tiburones de La Guaira    |
| 1965-66 | Tiburones de La Guaira    |
| 1966-67 | Leones del Caracas        |
| 1967-68 | Leones del Caracas        |
| 1968-69 | Tiburones de La Guaira    |
| 1969-70 | Navegantes del Magallanes |
| 1970-71 | Tiburones de La Guaira    |
| 1971-72 | Tigres de Aragua          |

| Saison  | Champion                  |
| ------- | ------------------------- |
| 1972-73 | Leones del Caracas        |
| 1973-74 | pas de titre              |
| 1974-75 | Tigres de Aragua          |
| 1975-76 | Tigres de Aragua          |
| 1976-77 | Navegantes del Magallanes |
| 1977-78 | Leones del Caracas        |
| 1978-79 | Navegantes del Magallanes |
| 1979-80 | Leones del Caracas        |
| 1980-81 | Leones del Caracas        |
| 1981-82 | Leones del Caracas        |
| 1982-83 | Tiburones de La Guaira    |
| 1983-84 | Águilas del Zulia         |
| 1984-85 | Tiburones de La Guaira    |
| 1985-86 | Tiburones de La Guaira    |
| 1986-87 | Leones del Caracas        |
| 1987-88 | Leones del Caracas        |
| 1988-89 | Águilas del Zulia         |
| 1989-90 | Leones del Caracas        |
| 1990-91 | Cardenales de Lara        |
| 1991-92 | Águilas del Zulia         |
| 1992-93 | Águilas del Zulia         |
| 1993-94 | Navegantes del Magallanes |
| 1994-95 | Leones del Caracas        |
| 1995-96 | Navegantes del Magallanes |
| 1996-97 | Navegantes del Magallanes |
| 1997-98 | Cardenales de Lara        |
| 1998-99 | Cardenales de Lara        |

| Saison  | Champion                                              |
| ------- | ----------------------------------------------------- |
| 1999-00 | Águilas del Zulia                                     |
| 2000-01 | Cardenales de Lara                                    |
| 2001-02 | Navegantes del Magallanes                             |
| 2002-03 | pas de compétition                                    |
| 2003-04 | Tigres de Aragua                                      |
| 2004-05 | Tigres de Aragua                                      |
| 2005-06 | Leones del Caracas                                    |
| 2006-07 | Tigres de Aragua                                      |
| 2007-08 | Tigres de Aragua                                      |
| 2008-09 | Tigres de Aragua                                      |
| 2009-10 | Leones del Caracas                                    |
| 2010-11 | Caribes de Anzoátegui                                 |
| 2011-12 | Tigres de Aragua                                      |
| 2012-13 | Navegantes del Magallanes                             |
| 2013-14 | Navegantes del Magallanes                             |
| 2014-15 | Caribes de Anzoátegui                                 |
| 2015-16 | Tigres de Aragua                                      |
| 2016-17 | Águilas del Zulia                                     |
| 2017-18 |                                                       |
| 2018-19 |                                                       |
| 2019-20 | Cardenales de Lara                                    |
| 2020-21 | Caribes de Anzoátegui - Cardenales de Lara 4-0        |
| 2021–22 | Navegantes del Magallanes – Caribes de Anzoátegui 4–3 |
| 2022–23 | Leones del Caracas – Tiburones de La Guaira 4–2       |
| 2023–24 |                                                       |
| 2024–25 | Cardenales de Lara – Bravos de Margarita 4–2          |